# Den vilda familjen Thornberry – filmen
Den vilda familjen Thornberry – filmen (engelsk originaltitel: The Wild Thornberrys Movie) är en amerikansk animerad långfilm från 2002 baserad på den Nickelodeon-animerade TV-serien med samma namn. Filmen är regisserad av Cathy Malkasian och Jeff McGrath som även har agerat som regissörer i TV-serien.
Filmen hade premiär i USA den 20 december 2002, utgiven av Paramount Pictures och Nickelodeon Movies. På Oscarsgalan 2003 nominerades den för bästa sång ("Father and Daughter") men förlorade mot 8 Mile ("Lose Yourself"). Den blev därmed den första och hittills den enda Oscarnominerade filmen som baseras på Nickelodeons tecknade TV-serier.

## Rollista (i urval)
| Rollfigur                          | Engelsk originalröst | Svensk originalröst       |
| ---------------------------------- | -------------------- | ------------------------- |
| Elizabeth "Eliza" Thornberry       | Lacey Chabert        | Maria Rydberg             |
| Nigel Thornberry                   | Tim Curry            | Claes Ljungmark           |
| Marianne Thornberry                | Jodi Carlisle        | Carina Lidbom             |
| Deborah "Debbie" Thornberry        | Danielle Harris      | Anna Norberg              |
| Donald Michael "Donnie" Thornberry | Flea                 |                           |
| Darwin Thornberry                  | Tom Kane             | Erik Ahrnbom              |
| Cordelia Jasmin McGold Thornberry  | Lynn Redgrave        | Eva Bysing                |
| Sloan Blackburn                    | Rupert Everett       | Mikael Persbrandt         |
| Brietta "Bree" Blackburn           | Marisa Tomei         | Pernilla Wahlgren         |
| Akela                              | Alfre Woodard        | Kayo Shekoni              |
| Tally                              | Kimberly Brooks      | Oliver Åberg              |
| Mrs. Alice June Fairgood           | Brenda Blethyn       | Charlotte Ardai Jennefors |
| Boko                               | Obba Babatundé       | Kim Sulocki               |
| Sarah Wellington                   | Melissa Greenspan    | Jasmine Heikura           |